# All Out (2023)
All Out (2023) – gala wrestlingu wyprodukowana przez federację i dla zawodników All Elite Wrestling (AEW). Odbyła się 3 września 2023 w United Center w Chicago w stanie Illinois. Emisja była przeprowadzana na żywo przez serwis strumieniowy B/R Live w Ameryce Północnej i za pośrednictwem FITE TV na całym świecie oraz w systemie pay-per-view. Była to piąta gala w chronologii cyklu All Out.
Na gali odbyło się trzynaście walk, w tym trzy podczas pre-show Zero Hour. W walce wieczoru, Jon Moxley pokonał Orange’a Cassidy’ego zdobywając AEW International Championship. W innych ważnych walkach, Konosuke Takeshita pokonał Kenny’ego Omegę, Luchasaurus pokonał Darby’ego Allina broniąc AEW TNT Championship oraz w pierwzej walce w karcie, Better Than You Bay Bay (Adam Cole i MJF) pokonali The Dark Order (Alexa Reynoldsa i Johna Silvera) broniąc ROH World Tag Team Championship. Na All Out zadebiutowała również w AEW C.J. Perry (wcześniej znana jako Lana w WWE), co było jej pierwszym występem w wrestlingu od 2021 roku. Była to również pierwsza gala All Out, podczas której nie odbyła się żadna walka o AEW World Championship.

## Produkcja i rywalizacje
All Out oferowało walki profesjonalnego wrestlingu z udziałem wrestlerów należących do federacji All Elite Wrestling. Oskryptowane rywalizacje (storyline’y) kreowane są podczas cotygodniowych gal Dynamite, Rampage oraz Collision. Wrestlerzy są przedstawieni jako heele (negatywni, źli zawodnicy i najczęściej wrogowie publiki) i face’owie (pozytywni, dobrzy i najczęściej ulubieńcy publiki), którzy rywalizują pomiędzy sobą w seriach walk mających budować napięcie. Kulminacją rywalizacji jest walka wrestlerska lub ich seria.

### Luchasaurus vs. Darby Allin
Podczas specjalnego odcinka Rampage zatytułowanego Royal Rampage 21 lipca, Darby Allin wygrał Royal Rampage Battle Royal i zdobył walkę o mistrzostwo AEW TNT przeciwko Luchasaurusowi na All Out.

### Miro vs. Powerhouse Hobbs
12 sierpnia na Collision, w wywiadzie na ringu Powerhouse Hobbs powiedział, że następny rozdział jego książki nosi tytuł „Odkupienie” i musi zawołać „Odkupiciela”. Miro wyszedł, ale został zaatakowany przez Nicka Comoroto i Aarona Solo. Miro usunął z ringu Comoroto i Solo, ale Hobbs powalił go spinebusterem. Hobbs upuścił książkę na klatkę Miro. Następnego tygodnia na Collision: Fight for the Fallen, po walce Hobbsa, Miro pojawił się na dużym ekranie i powiedział, że podobnie jak Hobbs zwykł polegać na książkach jako wskazówkach i otaczał się rozrywkami. Miro powiedział, że teraz chodzi sam i że nie jest tam po to, żeby kłócić się ze swoim bogiem, on jest tam, żeby go zastąpić. Miro mówił o odkupieniu i powiedział, że jest bezbożny, ale Hobbs nie jest taki, ponieważ teraz się do niego modli. Później oficjalnie ogłoszono walkę pomiędzy Miro i Hobbsem na All Out. Podczas pre-show All In Zero Hour podpisali kontrakt na walkę, który zakończył się bójką.

### Kris Statlander vs. Ruby Soho
Podczas Dynamite: Fyter Fest 23 sierpnia, Ruby Soho ostrzegła Kris Statlander, że będzie ścigać ją i mistrzostwo AEW TBS. W tym samym tygodniu na Rampage, Statlander zaatakowała Soho, który próbował wtrącić się w walkę The Outcasts. W tym samym tygodniu na Collision, Ruby Soho oficjalnie rzuciła wyzwanie Kris Statlander o mistrzostwo AEW TBS na All Out, na co Statlander się zgodziła.

### Kenny Omega vs. Konosuke Takeshita
Na All In, Konosuke Takeshita przypiął Kenny’ego Omegę w six-man tag team matchu, zapewniając swojej drużynie zwycięstwo. Podczas konferencji prasowej All In, prezzes AEW Tony Khan ogłosił, że Omega zmierzy się z Takeshitą na All Out po tym, jak Don Callis poprosił o walkę.

### Orange Cassidy vs. Jon Moxley
Od tygodni Orange Cassidy był zaangażowany w spory z Blackpool Combat Club (Jon Moxley, Claudio Castagnoli i Wheeler Yuta). 16 sierpnia podczas Dynamite: Fight for the Fallen, obronił międzynarodowe mistrzostwo AEW przeciwko Yucie. Nieco ponad tydzień później na All In, dał zwycięstwo dla swojej drużyny w Stadium Stampede matchu, przypinając Castagnoliego. Podczas konferencji prasowej All In, Cassidy zauważył, że przypiął Yutę i Castagnoliego, a następnie chciał przypiąć ich kolegę z stajni, Moxleya. Następnie ogłoszono, że 30 sierpnia na odcinku Dynamite, Cassidy będzie bronił mistrzostwa AEW międzynarodowego przeciwko Penta El Zero Miedo, a zwycięzca będzie bronił mistrzostwa przeciwko Moxleyowi na All Out. Cassidy obronił tytuł, tym samym oficjalnie ustalając walkę.

## Wyniki walk
| Nr                                                                   | Wyniki | Stypulacje                                        | Czas  |
| -------------------------------------------------------------------- | --- | ------------------------------------------------- | ----- |
| 1P                                                                   | "Hangman" Adam Page wygrał eliminując jako ostatniego Briana Cage’a | Over Budget Charity Battle Royale                 | 13:15 |
| 2P                                                                   | Hikaru Shida, Willow Nightingale i Skye Blue pokonały Athenę, Mercedes Martinez i Diamante poprzez pinfall                                                                                  | Trios match                                       | 8:30  |
| 3P                                                                   | The Acclaimed (Anthony Bowens i Max Caster) i Billy Gunn (c) (z Dennisem Rodmanem) pokonali Jeffa Jarretta, Satnama Singha i Jaya Lethala (z Sonjay Duttem i Karen Jarrett) poprzez pinfall | Trios match o AEW World Trios Championship        | 5:57  |
| 4                                                                    | Better Than You Bay Bay (Adam Cole i MJF) (c) pokonali The Dark Order (Alexa Reynoldsa i Johna Silvera) poprzez pinfall                                                                     | Tag team match o ROH World Tag Team Championship  | 14:05 |
| 5                                                                    | Samoa Joe (c) pokonał Shane’a Taylora poprzez submission | Singles match o ROH World Television Championship | 6:25  |
| 6                                                                    | Luchasaurus (c) (z Christianem Cage’em) pokonał Darby’ego Allina (z Nickiem Waynem) poprzez pinfall                                                                                         | Singles match o AEW TNT Championship              | 12:20 |
| 7                                                                    | Miro pokonał Powerhouse Hobbsa poprzez submission | Singles match                                     | 15:40 |
| 8                                                                    | Kris Statlander (c) pokonała Ruby Soho (z Sarayą) poprzez pinfall | Singles match o AEW TBS Championship              | 12:25 |
| 9                                                                    | Bryan Danielson pokonał Ricky’ego Starksa poprzez techniczne poddanie | No Disqualification Strap match                   | 16:40 |
| 10                                                                   | Blackpool Combat Club (Claudio Castagnoli i Wheeler Yuta) pokonali Eddiego Kingstona i Katsuyori Shibatę poprzez pinfall                                                                    | Tag team match                                    | 15:55 |
| 11                                                                   | Konosuke Takeshita (z Don Callisem) pokonał Kenny’ego Omegę poprzez pinfall | Singles match                                     | 22:30 |
| 12                                                                   | Bullet Club Gold (Austin Gunn, Colten Gunn, Jay White i Juice Robinson) pokonali FTR (Casha Wheelera i Daxa Harwooda) i The Young Bucks (Matta Jacksona i Nicka Jacksona) poprzez pinfall   | Eight-man tag team match                          | 21:35 |
| 13                                                                   | Jon Moxley pokonał Orange’a Cassidy’ego (c) poprzez pinfall | Singles match o AEW International Championship    | 19:50 |
| (c) – mistrz/mistrzyni przed walkąP – walka miała miejsce w pre-show | |                                                   |       |

1. ↑  Kolejność eliminacji: Tony Nese, Serpentico, Shawn Spears, Komander, Angelo Parker, Dalton Castle, Darius Martin, Chuck Taylor, Bishop Kaun, Matt Menard, Jake Hager, Mark Davis, Daniel Garcia, Scorpio Sky, Action Andretti, Kyle Fletcher, Trent Beretta, Toa Liona i Brian Cage.

### Turniej ROH World Television Championship Eliminator
|  | Ćwierćfinały ROH Honor Club TV 27 lipca | Ćwierćfinały ROH Honor Club TV 27 lipca | Ćwierćfinały ROH Honor Club TV 27 lipca |                     |              | Półfinały ROH Honor Club TV 3 sierpnia | Półfinały ROH Honor Club TV 3 sierpnia | Półfinały ROH Honor Club TV 3 sierpnia |  |  | Finał ROH Honor Club TV 10 sierpnia | Finał ROH Honor Club TV 10 sierpnia | Finał ROH Honor Club TV 10 sierpnia |  |
|  |                                         |                                         |                                         |                     |              |                                        |                                        |                                        |  |  |                                     |                                     |                                     |  |
|  | Shane Taylor                            | Shane Taylor                            | Pin                                     |                     |              |                                        |                                        |                                        |  |  |                                     |                                     |                                     |  |
|  | Shane Taylor                            | Shane Taylor                            | Pin                                     |                     |              |                                        |                                        |                                        |  |  |                                     |                                     |                                     |  |
|  | Serpentico                              | Serpentico                              | 4:22                                    |                     |              |                                        |                                        |                                        |  |  |                                     |                                     |                                     |  |
|  | Serpentico                              | Serpentico                              | 4:22                                    |                     | Shane Taylor | Shane Taylor                           | Pin                                    |                                        |  |  |                                     |                                     |                                     |  |
|  |                                         |                                         |                                         |                     | Shane Taylor | Shane Taylor                           | Pin                                    |                                        |  |  |                                     |                                     |                                     |  |
|  |                                         |                                         | Christopher Daniels                     | Christopher Daniels | 6:39         |                                        |                                        |                                        |  |  |                                     |                                     |                                     |  |
|  | Christopher Daniels                     | Christopher Daniels                     | Christopher Daniels                     | Christopher Daniels | 6:39         | Pin                                    |                                        |                                        |  |  |                                     |                                     |                                     |  |
|  | Christopher Daniels                     | Christopher Daniels                     |                                         |                     |              |                                        |                                        |                                        |  |  |                                     |                                     |                                     |  |
|  | JD Drake                                | JD Drake                                | 6:09                                    |                     |              |                                        |                                        |                                        |  |  |                                     |                                     |                                     |  |
|  | JD Drake                                | JD Drake                                | 6:09                                    |                     | Shane Taylor | Shane Taylor                           | Pin                                    |                                        |  |  |                                     |                                     |                                     |  |
|  |                                         |                                         |                                         |                     |              |                                        |                                        |                                        |  |  |                                     |                                     |                                     |  |
|  |                                         |                                         | Gravity                                 | Gravity             | 5:28         |                                        |                                        |                                        |  |  |                                     |                                     |                                     |  |
|  | Tony Nese                               | Tony Nese                               | Gravity                                 | Gravity             | 5:28         | Pin                                    |                                        |                                        |  |  |                                     |                                     |                                     |  |
|  | Tony Nese                               | Tony Nese                               |                                         |                     |              |                                        |                                        |                                        |  |  |                                     |                                     |                                     |  |
|  | Cheeseburger                            | Cheeseburger                            | 6:50                                    |                     |              |                                        |                                        |                                        |  |  |                                     |                                     |                                     |  |
|  | Cheeseburger                            | Cheeseburger                            | 6:50                                    |                     | Tony Nese    | Tony Nese                              | 5:35                                   |                                        |  |  |                                     |                                     |                                     |  |
|  |                                         |                                         |                                         |                     | Tony Nese    | Tony Nese                              | 5:35                                   |                                        |  |  |                                     |                                     |                                     |  |
|  |                                         |                                         | Gravity                                 | Gravity             | Pin          |                                        |                                        |                                        |  |  |                                     |                                     |                                     |  |
|  | Gravity                                 | Gravity                                 | Gravity                                 | Gravity             | Pin          | Pin                                    |                                        |                                        |  |  |                                     |                                     |                                     |  |
|  | Gravity                                 | Gravity                                 |                                         |                     |              |                                        |                                        |                                        |  |  |                                     |                                     |                                     |  |
|  | Anthony Henry                           | Anthony Henry                           | 6:47                                    |                     |              |                                        |                                        |                                        |  |  |                                     |                                     |                                     |  |